# Koshihikari

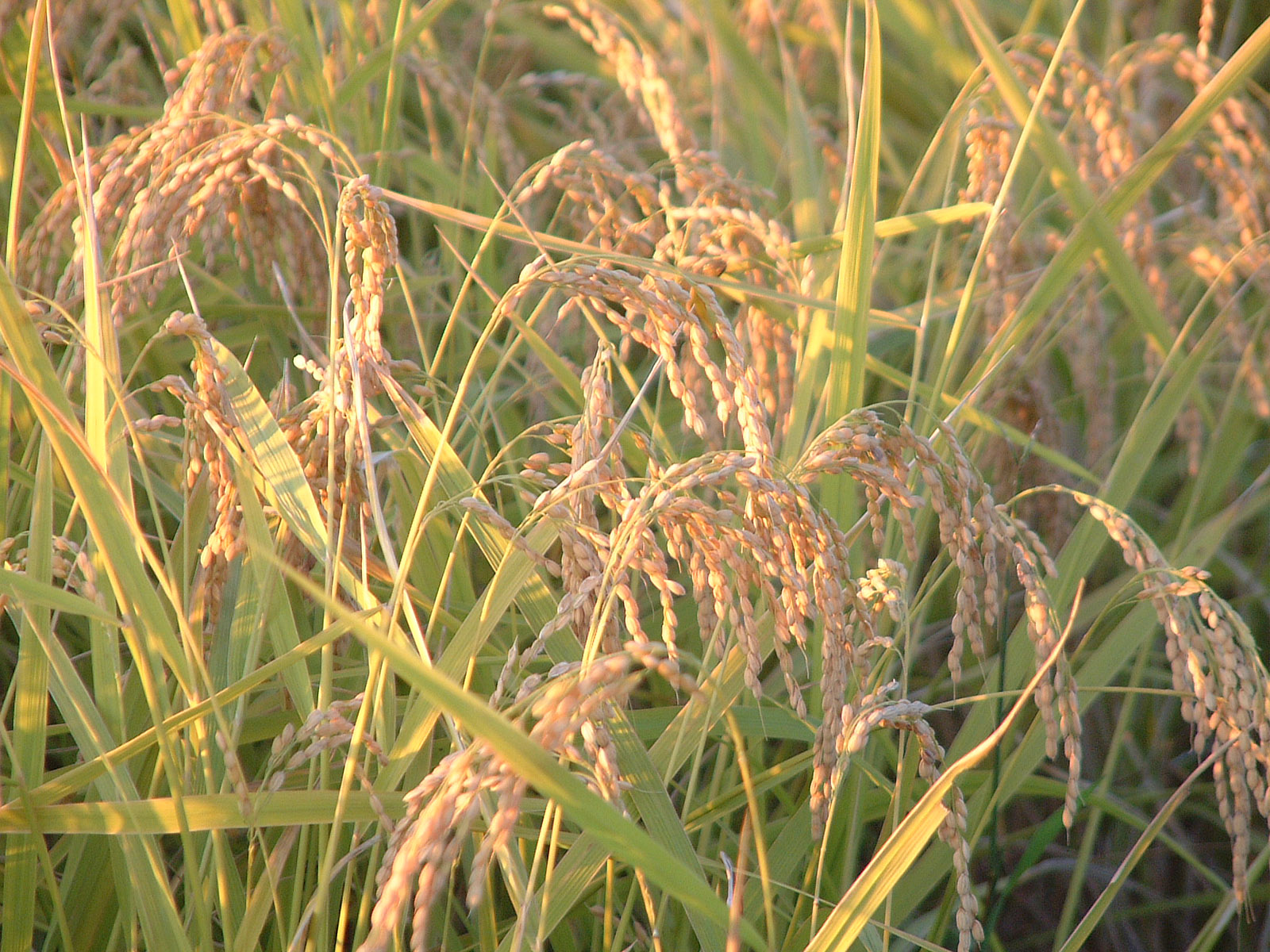
Japonica Koshihikari

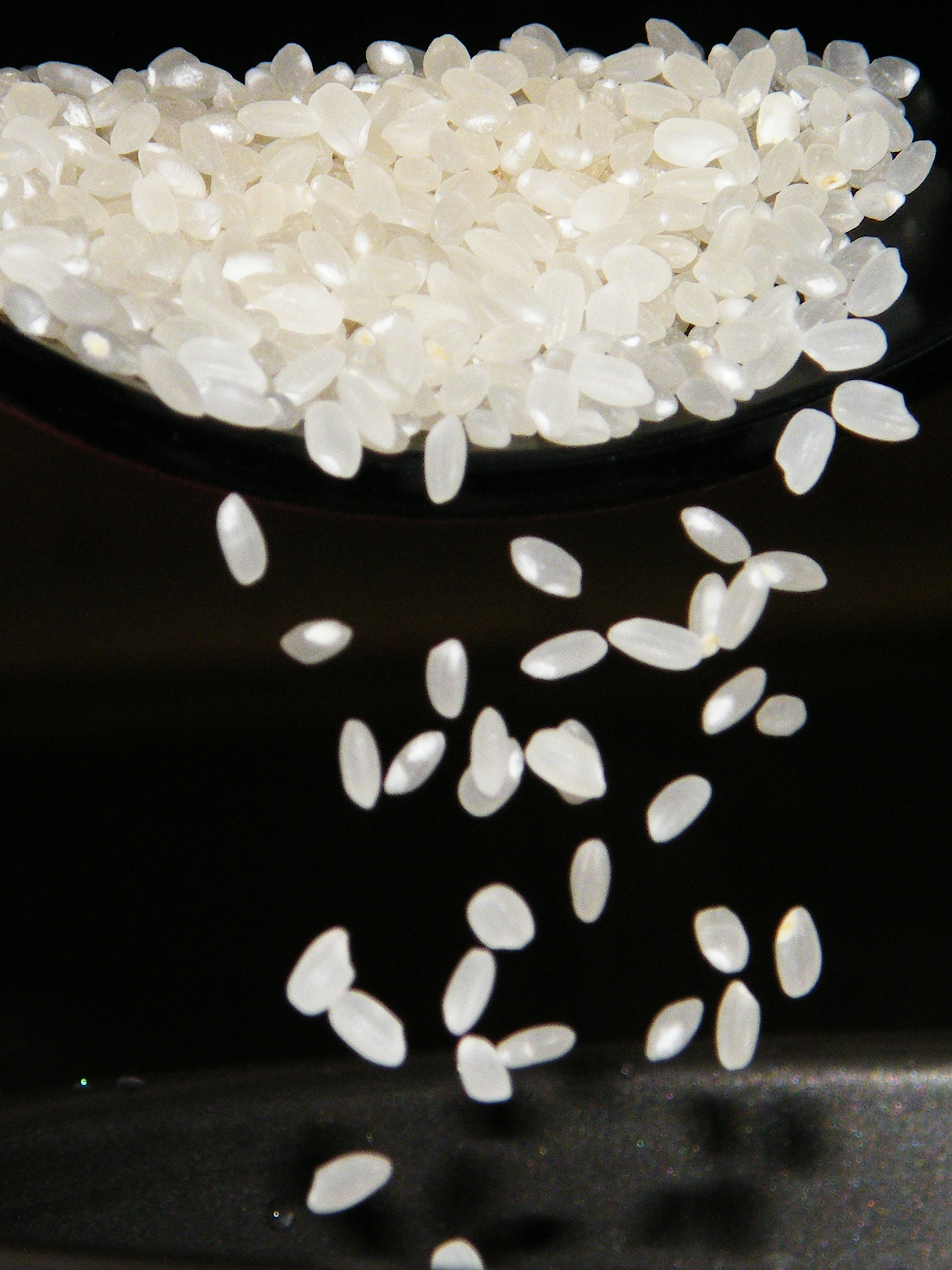
Koshihikari.

Koshihikari (コシヒカリ, 越光) es la variedad de arroz más popular cultivada en Japón (es una de las variantes de la Oryza sativa var. japonica); también se cultiva en Australia, Estados Unidos, en la región litoral de Argentina y Uruguay. Se emplea frecuentemente en la elaboración de sushi por sus características especiales de aroma y sabor (arroz del sushi). Sus características se pueden emplear en otro tipo de platos tales como risottos.

## Características
Koshihikari fue creado en el año 1956, mediante la combinación de dos cepas diferentes del Nourin No.1 y el Nourin No.22 en los departamentos de investigación agrícola de la prefectura de Fukui. Esta variedad ha sido muy popular en Japón y también en algunas partes de Estados Unidos. Algunos expertos afirman que el sabor del arroz varía dependiendo del lugar de su plantación. Alguna gente tiene alto aprecio por el arroz cultivado en el área de Uonuma en la prefectura de Niigata. Parece ser muy susceptible a la enfermedad producida por el hongo magnaporthe grisea.